# Susanne Goga-Klinkenberg
Susanne Goga-Klinkenberg (* 1967 in Mönchengladbach) ist eine deutsche Literaturübersetzerin und Schriftstellerin.

## Leben
Susanne Goga-Klinkenberg studierte Literaturübersetzen an der Heinrich-Heine-Universität Düsseldorf und ist seit 1995 als freie Literaturübersetzerin tätig. Bisher hat sie weit über 100 Werke aus dem Englischen und Französischen übersetzt. Ihre Romane veröffentlicht sie unter ihrem Geburtsnamen Susanne Goga. Außerdem ist sie Mitglied im PEN-Zentrum Deutschland.

## Werke
- Leo Berlin. dtv, München 2005, ISBN 3-423-24468-2.
- Tod in Blau. dtv, München 2007, ISBN 978-3-423-24577-7.
- Das Leonardo-Papier. Diana-Verlag, München 2009, ISBN 978-3-453-35298-8.
- Die Sprache der Schatten. Diana-Verlag, München 2011, ISBN 978-3-453-35468-5.
- Die Tote von Charlottenburg. dtv, München 2012, ISBN 978-3-423-21381-3.
- Der verbotene Fluss. dtv, München 2014, ISBN 978-3-453-35650-4.
- Mord in Babelsberg. dtv, München 2014, ISBN 978-3-423-21486-5.
- Der dunkle Weg. Diana, München 2015, ISBN 978-3-453-35799-0.
- Es geschah in Schöneberg. dtv, München 2016, ISBN 978-3-423-21622-7.
- Das Haus in der Nebelgasse. Diana, München 2017, ISBN 978-3-453-35885-0
- Nachts am Askanischen Platz. dtv, München 2018, ISBN 978-3-423-21713-2
- Die vergessene Burg. Diana, München 2018, ISBN 978-3-453-35972-7
- Der Ballhausmörder. dtv, München 2020, ISBN 978-3-423-21808-5.
- Das Geheimnis der Themse. Diana, München 2021, ISBN 978-3-453-36071-6
- Schatten in der Friedrichstadt. dtv, München 2022, ISBN 978-3-423-21962-4.
- Glasgow Girls. Diana, München 2022, ISBN 978-3-453-36120-1.
- Der Teufel von Tempelhof. dtv, München 2024, ISBN 978-3-423-22047-7.

## Übersetzungen
- Stef Penney: Was mit Rose geschah (Originaltitel: The Invisible Ones, 2012), dtv, München 2013, ISBN 978-3-423-24961-4.
- Peter James: einige Bücher der Roy-Grace-Serie.

## Auszeichnungen
- 2006 Herzogenrather Handschelle für Leo Berlin
- 2007 Moerser Literaturpreis für Zigarettenmädchen[2]
- 2012 DELIA-Literaturpreis für Die Sprache der Schatten
- 2015 Goldener Homer in der Kategorie Krimi & Thriller für Mord in Babelsberg
- 2019 Silberner Homer für Nachts am Askanischen Platz